# Iłów (Lubiaszów)
Iłów – część wsi Lubiaszów w Polsce, położona w województwie łódzkim, w powiecie piotrkowskim, w gminie Wolbórz. 
W latach 1975–1998 miejscowość administracyjnie należała do województwa piotrkowskiego.